# Yoshihiko Saitō
Yoshihiko Saitō (japanisch 簡 優好 Saitō Yoshihiko; * 12. Februar 1972 in Tomioka) ist ein ehemaliger japanischer Sprinter und Hürdenläufer, der sich auf die 400-Meter-Distanz spezialisiert hat. Mit der japanischen 4-mal-400-Meter-Staffel gewann er 1993 die Bronzemedaille bei Hallenweltmeisterschaften in Toronto und 1991 wurde er Asienmeister über 400 m Hürden und mit der Staffel.

## Sportliche Laufbahn
Erste internationale Erfahrungen sammelte Yoshihiko Saitō vermutlich im Jahr 1990, als er bei den Juniorenasienmeisterschaften in Peking in 50,89 s die Goldmedaille im 400-Meter-Hürdenlauf gewann und auch mit der japanischen 4-mal-400-Meter-Staffel in 3:12,47 min siegte. Anschließend gewann er bei den Juniorenweltmeisterschaften in Plowdiw in 49,99 s die Silbermedaille im Hürdenlauf und belegte mit der Staffel in 3:07,58 min den siebten Platz. Im Jahr darauf gewann er bei der Sommer-Universiade in Sheffield in 50,02 s die Silbermedaille im Hürdenlauf hinter dem US-Amerikaner Derrick Adkins und mit der Staffel belegte er in 3:07,82 min den vierten Platz. Anschließend schied er bei den Weltmeisterschaften in Tokio mit 49,89 s in der ersten Runde über 400 m Hürden aus, ehe er bei den Asienmeisterschaften in Kuala Lumpur in 50,46 s die Goldmedaille gewann. Zudem siegte er dort auch mit der Staffel in 3:05,22 min gemeinsam mit Hidekazu Katsuki, Masayoshi Kan und Kōji Itō. 1992 schied er bei den Olympischen Sommerspielen in Barcelona mit 49,01 s in der ersten Runde im Hürdenlauf aus und kam auch mit der Staffel mit 3:01,35 min nicht über den Vorlauf hinaus. Im Jahr darauf gewann er mit der Staffel bei den Hallenweltmeisterschaften in Toronto in 3:07,30 min gemeinsam mit Masayoshi Kan, Seiji Inagaki und Hiroyuki Hayashi die Bronzemedaille hinter den Teams aus den Vereinigten Staaten und Trinidad und Tobago. Im Juli gewann er bei den Studentenweltspielen in Buffalo in 49,61 s erneut die Silbermedaille über 400 m Hürden hinter dem US-Amerikaner Derrick Adkins und sicherte sich mit der Staffel in 3:03,21 min ebenfalls die Silbermedaille hinter den USA. Anschließend schied er bei den Weltmeisterschaften in Stuttgart mit 49,43 s im Halbfinale im Hürdenlauf aus und verpasste mit der Staffel mit 3:02,43 min den Finaleinzug. Zudem stellte er in diesem Jahr mit 48,68 s einen neuen Asienrekord über 400 m Hürden auf. 1994 gewann er bei den Asienspielen in Hiroshima in 49,13 s die Silbermedaille hinter seinem Landsmann Shunji Karube und belegte mit der Staffel in 3:10,91 min den vierten Platz.
1995 schied er bei den Weltmeisterschaften in Göteborg mit 49,91 s in der ersten Runde über 400 m Hürden aus und kam auch mit der 4-mal-400-Meter-Staffel mit 3:01,46 min nicht über den Vorlauf hinaus. Anschließend gewann er bei der Sommer-Universiade in Fukuoka in 49,18 s die Bronzemedaille im Hürdenlauf hinter seinem Landsmann Kazuhiko Yamazaki und Octavius Terry aus den Vereinigten Staaten. Zudem belegte er im Staffelbewerb in 3:02,51 min den vierten Platz. 1997 gewann er bei den Ostasienspielen in Osaka in 50,41 s die Silbermedaille hinter Landsmann Kazuhiko Yamazaki und siegte mit der Staffel in 3:04,35 min. Im August schied er bei den Weltmeisterschaften in Athen mit 49,60 s im Halbfinale im Hürdenlauf aus und anschließend wurde er beim IAAF Grand Prix Final in Fukuoka in 49,20 s Achter. Im Jahr darauf gewann er bei den Asienspielen in Bangkok in 49,94 s die Silbermedaille hinter seinem Landsmann Hideaki Kawamura und 2000 beendete er dann seine aktive sportliche Karriere im Alter von 28 Jahren.
In den Jahren 1992 und 1993 sowie 1995 und 1998 wurde Saitō japanischer Meister im 400-Meter-Hürdenlauf.

## Persönliche Bestleistungen
- 400 Meter: 46,43 s, 27. Juni 1993 in Maebashi
- 400 m Hürden: 48,64 s, 4. Oktober 1998 in Kumamoto